# 斯季格山 (斯維多韋茨山脈)
48°15′4.7″N 24°13′32.7″E / 48.251306°N 24.225750°E

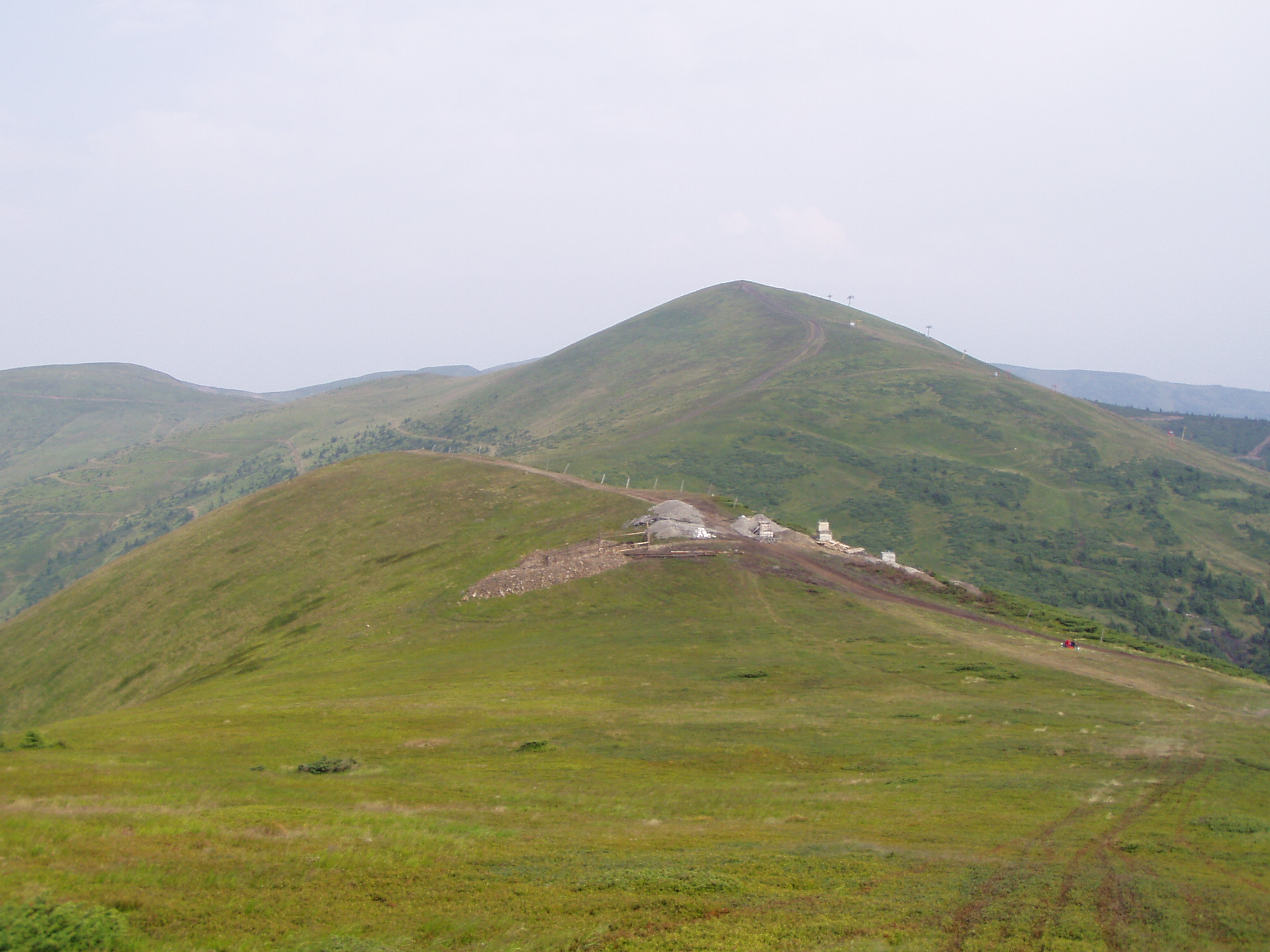

斯季格山是烏克蘭的山峰，位於該國西部外喀爾巴阡州，屬於烏克蘭喀爾巴阡山脈中斯維多韋茨山脈的一部分，處於拉希夫區，海拔高度1,704米。